# Long thần tướng
Long Thần Tướng (tên đầy đủ: Truyền thuyết Long Thần Tướng) là bộ truyện tranh Việt Nam dã sử gồm 5 tập của nhóm tác giả Phong Dương Comics. Tác phẩm do họa sĩ Thành Phong và Mỹ Anh vẽ, kịch bản do Nguyễn Khánh Dương kể, Trần Quang Đức cố vấn lịch sử. Bộ truyện lấy bối cảnh thời gian từ năm 1279–1285, trong cuộc chiến đấu chống quân Nguyên Mông của triều đại nhà Trần.
Long Thần Tướng được ấp ủ dựa trên tác phẩm truyện tranh hơn 10 năm trước của bộ đôi Thành Phong và Khánh Dương, từng được đăng nhiều kì trên tạp chí Truyện Tranh Trẻ của NXB Trẻ. Sau đó, nhóm tác giả đã phát triển và được xuất bản lần đầu vào tháng 11 năm 2014 dưới hình thức gây quỹ cộng đồng (Crowdfunding). Ngay từ khi ra mắt, bộ truyện đã gây tiếng vang lớn trong cộng đồng truyện tranh Việt Nam, là tác phẩm gây quỹ thành công nhất thời điểm đó với hơn 330 triệu. Truyền thông nhận định tác phẩm có nội dung hấp dẫn, hòa quyện giữa truyền thống và hiện đại.
Tháng 2 năm 2016, Long Thần Tướng được Bộ Ngoại giao Nhật Bản trao giải Bạc cuộc thi Giải thưởng Truyện tranh Quốc tế lần thứ 9, một trong những giải thưởng truyện tranh uy tín nhất trên thế giới.

## Tóm tắt nội dung
Long Thần Tướng là câu chuyện đan xen giữa hai tuyến thời gian hiện đại và quá khứ. Clio, Hán Việt hóa "Cự Lộ", là những người có khả năng nắm giữ trọn vẹn lịch sử và truyền qua nhiều thế hệ. Lịch sử được những Cự Lộ nắm giữ không thể thay đổi, không thể phá hủy, được truyền tải trọn vẹn qua ngàn năm. Ở thời điểm hiện tại, bé Ánh My – người được cho là một Cự Lộ đang nắm giữ kí ức về một thời điểm lịch sử bí ẩn nhất, một cuộc chiến âm thầm và mạo hiểm. Vì vậy, bé My đã bị bắt cóc và ép buộc kể ra những bí mật đang ẩn giấu trong tiềm thức.
Câu chuyện qua lời kể của bé My bắt đầu từ năm Thiệu Bảo đầu tiên (năm 1279) tại Phủ Thiên Trường, huyện Tây Chân, đã xảy ra một vụ cướp dâu. Đám cưới của con gái quan huyện Tuân rầm rộ khắp làng. Tuy nhiên, khi đến giữa đường đưa dâu, bỗng có một toán cướp lao ra đánh cướp. Trong cuộc đụng độ, ông Cự Kình – thân tín của tri huyện Tuân đã bị giết hại. Long, một đứa trẻ mồ côi, vô tình chứng kiến vụ cướp đã bị bắt về nha phủ. Dù bị tra khảo đánh đập nặng nề nhưng Long vẫn nhất quyết không chịu khai ra hung thủ. Được sự giúp đỡ của vợ tri huyện, Long đã trốn thoát khỏi nhà ngục cùng với một người đàn ông bí ẩn chột mắt tên là Kiên. Hắn giúp Long nương tựa ở chùa Yên Khánh, nơi có sư phụ giúp hắn tu hành. Theo hồi tưởng của vợ tri huyện, đám cướp dâu đó do chính con gái của bà là Lan chủ mưu. Đồng thời Lan cũng là người giết ông Kình bằng một nhát trâm chí mạng.
Qua lời kể của bé My, từng mốc thời gian của nhà Trần được hiện ra, dòng chảy quá khứ được tái hiện một cách chân thực hơn. Những nhân vật lịch sử như Vua Trần Nhân Tông, Hưng Đạo Vương Trần Quốc Tuấn, đại sứ Sài Thung... lần lượt xuất hiện, vén lên bức màn bí ẩn về một vị thần tướng trong truyền thuyết – Long Thần Tướng.

## Nhân vật
- Hai mẹ con Bé My: Bé Ánh My là con gái của một người phụ nữ làm nghề gác tàu. Được cho rằng là một Cự Lộ có khả năng lưu giữ lịch sử, bé đã bị bắt cóc và khống chế, ép buộc phải khai ra đoạn lịch sử bí mật. Mẹ bé My luôn che giấu bí mật này, bởi lẽ sau khi con bé kể chuyện sẽ chỉ sống thêm được một ngày.
- Nguyễn Văn Long: Long là thằng bé mồ côi sống lang thang. Vô tình chứng kiến cuộc cướp dâu, Long bị bắt giam và trong ngục, hắn kết giao một người đàn ông chột mắt bí ẩn tên là Kiên. Sau khi trốn khỏi ngục, Kiên đã gửi gắm Long cho chùa Yên Khánh. Tại đây, bí mật của Long đã được mọi người khám phá.
- Trần Ích Tắc: Còn gọi Chiêu Quốc vương, là chú của vua Trần Nhân Tông, em trai vua Trần Thánh Tông, xuất hiện lần đầu ở tập 3. Chiêu Quốc vương quen biết với Long, được Long gọi là chú Hoàng Năm. Trần Ích Tắc được coi là người thông thạo giỏi giang, tuy nhiên đằng sau nhân vật này ẩn chứa nhiều bí mật liên quan đến quốc gia đại sự.
- Hưng Đạo vương: Tên thật Trần Quốc Tuấn, đóng vai trò quan trọng trong mạch truyện, xuất hiện lần đầu ở tập 0 (Mở đầu). Ông là người uy quyền và thông thái, người đứng sau vụ cướp dâu và hiểu rõ thân thế không tầm thường của Long. Trần Quốc Tuấn là vị tướng tài giỏi uyên bác, hết lòng phụng sự nhà Trần.
- Lê Nhật Lan: Con gái tri huyện của huyện Tây Chân. Cô được Kiên – thuộc hạ của Hưng Đạo vương – dàn xếp ra trận cướp dâu do cô và anh trai chủ mưu. Dưới sự dẫn dắt của Hưng Đạo vương, cô được giáo dục trở thành công chúa, tương lai hòa thân cho Trấn Nam vương Thoát Hoan. Hình tượng nhân vật được xây dựng hư cấu dựa trên An Tư công chúa trong lịch sử.
- Vua Trần Nhân Tông: Còn gọi là Quan gia, là vị vua thứ 3 của triều đại nhà Trần. Xuất hiện lần đầu tiên ở tập 2, vua Trần Nhân Tông khi đó phải đón tiếp đại sứ nhà Nguyên. Qua cách nói chuyện ngoại giao, hình ảnh Trần Nhân Tông hiện lên là một người tự tôn, tài giỏi và nghĩa khí.

## Quá trình sản xuất
Long Thần Tướng được bộ đôi tác giả ấp ủ từ hơn 10 năm trước. Tác phẩm đã từng được đăng tải nhiều kì trên tạp chí Truyện Tranh Trẻ của NXB Trẻ trước khi được xuất bản. Đến năm 2014, bộ đôi tác giả quyết định thay đổi toàn bộ nội dung Long Thần Tướng và kêu gọi gây quỹ cộng đồng để xuất bản cuốn sách. Dự án được diễn ra trong 2 tháng (từ 1/4 đến 31/5) với mục tiêu 300 triệu đồng. Sau một thời gian kêu gọi, quảng bá, tác phẩm đã thu về hơn 330 triệu đồng tiền gây quỹ – trở thành sản phẩm gây quỹ thành công nhất từ trước đến nay.
Những con số về gây quỹ Long Thần Tướng đợt 1
- 2 tháng: thời gian gây quỹ, quảng bá.
- 7 ngày: xây dựng trang website Longthantuong.com với nội dung giới thiệu và công cụ hỗ trợ.
- 330,5 triệu đồng: tổng tiền thực thu.
- 35 triệu đồng: số tiền ủng hộ cao nhất trong một ngày (27/5).
- 500.000 đồng: số tiền ủng hộ thấp nhất trong một ngày.
- 30 triệu đồng: số tiền quảng cáo trên Facebook, kênh quảng cáo duy nhất bên cạnh trang web.

Tập 2 gây quỹ với số tiền hơn 252 triệu, được phát hành vào ngày 23 tháng 9 năm 2015.
Tập 3 gây quỹ với số tiền 250 triệu, được phát hành vào ngày 22 tháng 3 năm 2016.
Tập 4 gây quỹ với số tiền hơn 255 triệu, được phát hành vào ngày 14 tháng 1 năm 2019 sau nhiều gián đoạn.

## Giải thưởng và đón nhận

### Giải thưởng
Tháng 2 năm 2016, Long Thần Tướng (tập 1) được trao giải Bạc cuộc thi Giải thưởng Truyện tranh Quốc tế lần thứ 9. Đây là lần đầu tiên, một bộ truyện tranh lịch sử của Việt Nam gây được tiếng vang tầm cỡ quốc tế.
International Manga Award là cuộc thi uy tín dành cho các tác phẩm truyện tranh quốc tế, ra đời từ năm 2007. Giải thưởng được trao bởi Bộ Ngoại giao Nhật Bản. Một trong những mục tiêu chính của giải là tạo cơ hội trao đổi, giao lưu và giúp nhiều người hiểu rõ hơn về văn hóa truyện tranh, đồng thời vinh danh những họa sĩ có đóng góp tích cực trong sự phát triển của văn hóa truyện tranh trên thế giới. 

### Đón nhận
Long Thần Tướng là một trong những tác phẩm nổi bật tại lễ hội truyện tranh Tây Ban Nha (Salón del Manga de Barcelona). Tại đây, Đài Phát thanh và Truyền hình Tây Ban Nha (RTVE) đã chọn Long Thần Tướng là một trong mười tác phẩm truyện tranh nổi bật để gửi đến độc giả cả nước. RTVE nhận định tác phẩm có nội dung hấp dẫn, pha trộn giữa truyền thống và hiện đại, một cuốn sách tuyệt vời để tìm hiểu về lịch sử văn hóa Việt Nam.

### Triển lãm Mangasia
Tháng 11 năm 2017, Long Thần Tướng được nhà phê bình truyện tranh Paul Gravett tuyển chọn vào Tuyển tập truyện tranh Châu Á Mangasia. Đây là tạp chí truyện tranh uy tín do nhà xuất bản Thames & Hudson phát hành, chọn lọc những tác phẩm truyện tranh tiêu biểu của toàn khu vực châu Á từ cuối thế kỷ 19 tới nay. Đồng thời, bản thảo gốc của tác phẩm được trưng bày tại triển lãm quốc tế Mangasia, do The Barbican Centre tổ chức. Triển lãm Mangasia là nơi trưng bày tổng quan về lịch sử truyện tranh Châu Á, vinh danh những tác giả chủ chốt, nhân vật, tiểu thuyết hình ảnh... cũng như quy trình sáng tạo nên chúng.

## Các ấn bản khác

### Ebook tiếng Anh
Phiên bản ebook tiếng Anh của Long Thần Tướng có tên Holy Dragon Imperator, được phân phối trên nền tảng thương mại điện tử Amazon.

### Tây Ban Nha
NXB Amok (Amok Ediciones) của Tây Ban Nha đã mua bản quyền và xuất bản tập 1 của bộ truyện bằng tiếng Tây Ban Nha tại quốc gia này. Amok Ediciones là đơn vị chuyên xuất bản truyện tranh dành cho nhiều lứa tuổi. Nhà xuất bản có trụ sở tại Madrid, Tây Ban Nha. 